# Tyre
Pour l’article homonyme, voir Tyr (homonymie).
Tyre est un cratère multi-annulaire à la surface d'Europe, un satellite naturel de Jupiter. 

## Description
Le cratère central, d'un diamètre de 41 km, provient d'un impact météoritique. Lors de l'impact, de la matière jusqu'à 3 km de profondeur aurait été propulsée dans les airs. La structure tout entière est elle bien plus large et atteindrait 140 km de diamètre,. Cinq à sept anneaux concentriques — forme rare sur Europe — sont visibles et pourraient indiquer qu'un matériaux fluide comme de l'eau liquide se serait trouvé sous la surface au moment de l'impact. Par ailleurs, différents cratères de faible diamètre entourant Tyre auraient été formés par la chute des matériaux déplacés par cet impact,. 

## Nomenclature
Il n'est officiellement pas classé comme un cratère mais comme une Large ringed feature. De plus, il possède la nomenclature normalement associée aux maculae (faisant référence à un lieu associé aux mythes d'Europe et de son frère Cadmos) car la structure était auparavant considérée comme une macula avant son reclassement.
La structure est nommée d'après Tyr, l'endroit où Zeus a enlevé Europe. 